# Rumonge (provins)
Rumonge är en av Burundis 18 provinser. Huvudorten är Rumonge. Provinsen har en yta på 1 080 km² och 352 026 invånare (2008).